# Matthias Munggenast
Matthias Munggenast (* 12. Februar 1729 in St. Pölten; † 22. April 1798 ebenda) war ein österreichischer Barockbaumeister.

## Leben
Matthias Munggenast wurde als zweiter Sohn von Joseph Munggenast geboren und übernahm nach dem Tod seines Bruders Franz Munggenast im Jahre 1748 den Familienbetrieb. Er reichte künstlerisch nicht an den Vater und Bruder heran, geriet Ende der 1760er-Jahre in finanzielle Schwierigkeiten und verstarb völlig verarmt im 70. Lebensjahr.

## Werke
- Schloss Fridau, 1750–1754
- Kreisamt St. Pölten, 1754–1756

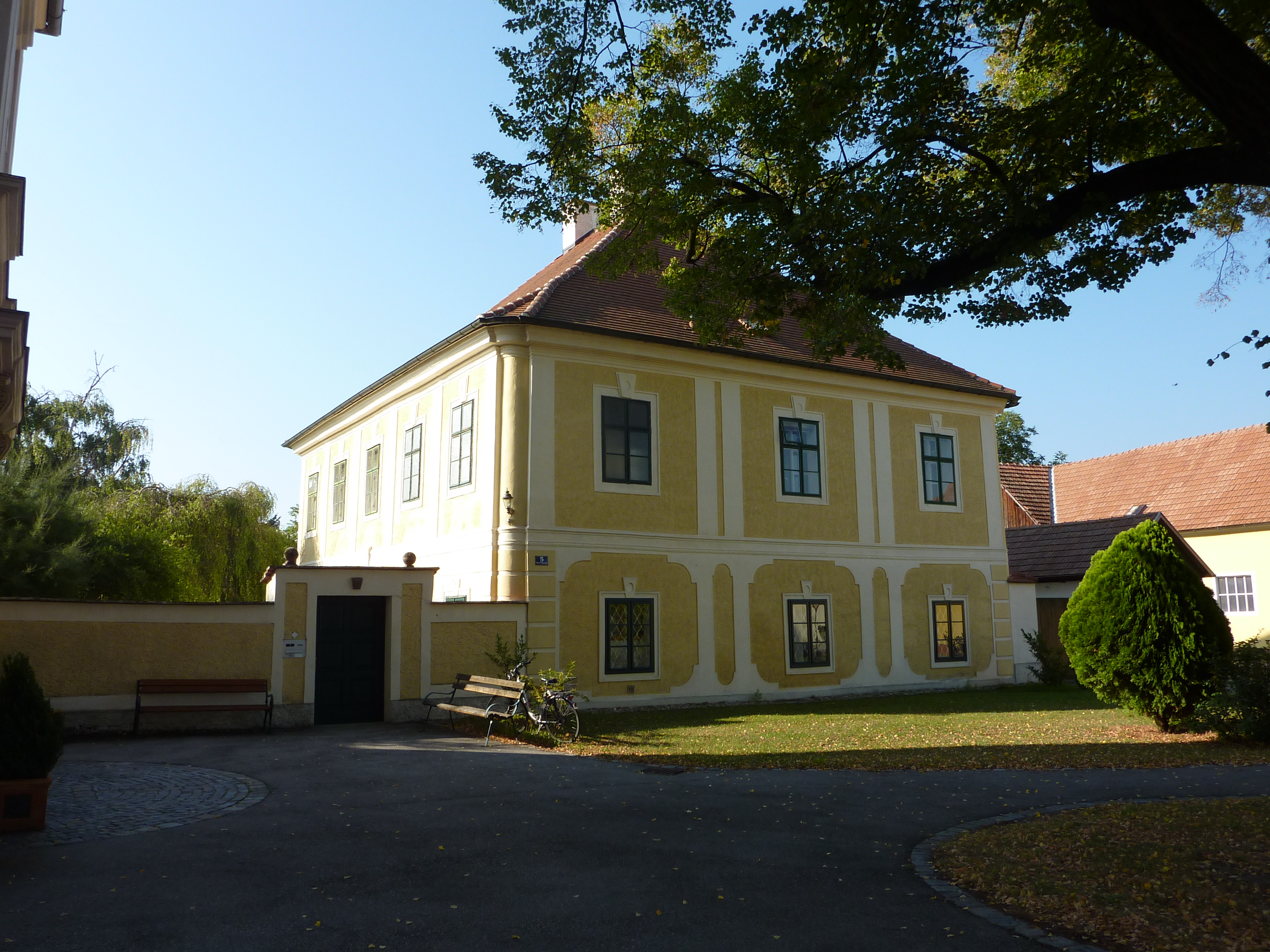
Pfarrhof in Theiß

- Bürgerhäuser in St. Pölten, 1756–1785
- Barockschlössl Lilienhof, Stattersdorf, 1756/57
- Wiederaufbau des Langhauses der Pfarrkirche Brand-Laaben, nach 1758 nach einem Brand der Kirche
- Bibliothek und Sakristei im Servitenkloster Jeutendorf, 1762
- Pfarrhof und Benefiziatenhaus in Theiß, 1763
- Hochaltar und Turm der Stiftskirche Herzogenburg (mit M. Hefele), ab 1765
- Erweiterung des Instituts der Englischen Fräulein in St. Pölten, 1767–1769